# Mo Tae-bum
Mo Tae-Bum, född den 15 februari 1989 i Seoul, Sydkorea, är en sydkoreansk skridskoåkare.
Han tog OS-guld på herrarnas 500 meter och OS-silver på herrarnas 1 000 meter i samband med de olympiska skridskotävlingarna 2010 i Vancouver.